# Crataeis
În mitologia greacă, Crataeis era o nimfă. Conform Odiseii lui Homer, Circe îi spune lui Odiseu că Crataeis este părintele(și mama și tatăl) monstrului marin, Scylla.